# 神舟10号
神舟10号は2013年6月11日に打ち上げられた神舟の有人宇宙飛行である。中国では2人目となる女性飛行士の王亜平を含む3人の飛行士が搭乗した。打ち上げから2日後の6月23日に、無人の神舟8号、有人の神舟9号に引き続き、宇宙ステーション天宮1号との自動ドッキングを、同23日には手動ドッキングをそれぞれおこなった。6月26日、15日間の飛行を終えて帰還。宇宙滞在15日間は、神舟9号の13日間を超え、中国の有人宇宙船の最長記録を更新した。
2008年の段階では、「神舟9号が宇宙ステーションから分離し、地球に帰還した後、神舟8号と神舟10号は軌道上で待機し、神舟11号の到着を待ち、神舟10号は11号の乗員の帰還船としても使用される予定」とされていた。実際には2011年11月に打ち上げられた神舟8号は無人のまま同月に地上に帰還しており、神舟11号が10号に続けて打ち上げられることもなかった。